# 1491 : Nouvelles Révélations sur les Amériques avant Christophe Colomb
1491 : Nouvelles Révélations sur les Amériques avant Christophe Colomb est un essai sur les Amériques précolombiennes écrit par le journaliste scientifique américain Charles C. Mann, publié en 2005 (version originale) et dont la traduction française a été publiée en 2007 (nouveau tirage en 2010). L'ouvrage est autant un livre de vulgarisation que d'érudition.
Mann fait valoir qu'un ensemble de découvertes récentes dans divers domaines de recherche suggère que les populations de l'hémisphère occidental — c'est-à-dire les peuples autochtones des Amériques — étaient plus nombreuses, étaient arrivées plus tôt, avaient des cultures plus élaborées, et avaient eu une influence plus grande sur les écosystèmes et les paysages que ce que l'on avait toujours pensé jusqu'ici.
Il note que deux des six premiers centres indépendants de civilisation dans le monde se développèrent aux Amériques, le premier, Norte Chico ou Caral-Supe, dans le nord de l'actuel Pérou, et celui de Mésoamérique dans l'actuelle Amérique centrale.

## Résumé
Mann développe son argumentaire à partir de nombreuses réévaluations de positions scientifiques établies de longue date sur le monde précolombien, en se fondant sur des découvertes récentes en démographie, en climatologie, en épidémiologie, en économie, en botanique, en génétique, en analyse d'image, en palynologie, en biologie moléculaire, en biochimie et en science des sols. Bien qu'il n'y ait pas de consensus sur son analyse — et Mann admet qu'il y a controverse 
 —, il affirme que la tendance générale parmi les scientifiques est de rejoindre sa thèse.
Trois points majeurs (origines et population, culture, environnement) servent de base aux trois parties du livre :
1. (a) La population des autochtones américains était probablement plus importante que ce qui est traditionnellement admis par les scientifiques, et proche des estimations les plus optimistes,
(b) les humains sont probablement arrivés aux Amériques plus tôt que ce qu'on pensait, par nombreuses vagues successives de migration vers le Nouveau Monde (et non pas uniquement par le détroit de Behring durant une courte période) ;
2. Le niveau de développement culturel était plus élevé et la diversité des peuplements était plus grande que ce qu'on avait imaginé jusqu'ici ;
3. Le Nouveau Monde n'était pas un milieu sauvage au moment du contact avec les Européens, mais un écosystème que les peuples autochtones avaient modelé à leur profit depuis des milliers d'années, principalement par le feu.
Dans l'introduction, Mann réfute la thèse selon laquelle « Les Amérindiens seraient arrivés par le détroit de Behring il y a 20 000 à 25 000 ans, et […] avaient eu tellement peu d'impact sur leur environnement que même après des millénaires de présence sur le continent celui-ci restait essentiellement sauvage ».

### Première partie:Des chiffres tirés de nulle part?
Mann traite en premier lieu de la Nouvelle-Angleterre du XVIIe siècle. Il est en désaccord avec l'idée populaire que les technologies européennes auraient été supérieures à celles des Amérindiens, en s'appuyant spécifiquement sur l'exemple des fusils. Les Amérindiens considéraient les fusils comme n'étant guère plus que des « faiseurs de bruits », et conclurent qu'ils étaient moins précis que les arcs et flèches. Le célèbre colon John Smith de la colonie méridionale de Jamestown notait que « la terrible vérité [était que le fusil] ne pouvait pas tirer aussi loin qu'une flèche pouvait voler » ; les mocassins étaient plus confortables et robustes que les bottes que portaient les Européens, et beaucoup les préféraient à cette époque car leur semelle souple permettait des déplacements guerriers plus silencieux ; les canoés étaient plus rapides et plus manœuvrants que n'importe quel petit bateau européen.
Mann explore la chute de l'Empire inca et essaye de comparer sa population avec les armées des conquistadors tels que Francisco Pizarro. Il expose l'importance d'un grand nombre de maladies infectieuses nouvellement introduites et la probabilité que celles-ci aient joué un rôle plus décisif dans le déclin des Amérindiens que les armements ou les agissements des Européens. Il note que, bien que les Européens n'aient pu tirer qu'un moindre parti de leur cavalerie en raison des routes pavées en escaliers des territoires incas, les Incas ne tirèrent pas non plus convenablement parti de leurs inventions anti-cavalerie pour arrêter les envahisseurs espagnols.
Selon lui, l'Empire inca s'écroula parce que, lorsque les Européens arrivèrent, la variole et d'autres épidémies les avaient précédés dans les villes incas en raison du manque d'immunité des autochtones contre les maladies eurasiennes.
Cette première partie expose enfin les écarts d'estimation démographique entre les historiens « populationnistes » et les « dépopulationnistes ». Parmi les premiers, Henry F. Dobyns estime le nombre d'Amérindiens précolombiens proche de 100 millions, tandis que, parmi les critiques du « populationnisme », David Henige dénonce « des chiffres tirés de nulle part ».

### Deuxième partie:De très vieux os
Mann traite dans cette partie de la provenance et de la datation des restes humains qui pourraient faire la lumière sur cette période de premier peuplement des Amériques. La culture Clovis du Nouveau Mexique fut la première à être datée au carbone 14. Bien qu'elle semble être apparue il y a 13 500 à 12 900 ans à la suite d'une immigration depuis la Sibérie au travers du détroit de Behring, émergé pendant la dernière glaciation, des preuves récentes montrent que des Paléoaméricains étaient présents à des périodes encore antérieures.
Dans cette section Mann traite également du thème de l'agriculture, notamment celle des cultures andines et mésoaméricaines. La culture sélective du maïs à partir de précurseurs non comestibles tels que le teosinte a significativement augmenté les surplus agricoles et les populations, et permis l’avènement de cultures complexes. Le maïs a été un aliment et un élément décisif dans l'éclosion de civilisations telles que celle des Olmèques.
Mann note que les Mésoaméricains n'avaient pas la chance de pouvoir copier les inventions des autres puisqu'ils étaient géographiquement isolés comparativement aux cultures eurasiennes, ce qui n'a pas permis l'adoption d'inventions qui ont joué un rôle fondamental dans les autres cultures (telle la roue), non plus que la domestication de grands herbivores.

### Troisième partie:Paysages avec figures
Dans la troisième partie, Mann propose une synthèse centrée sur les Mayas, dont la croissance démographique semble avoir été aussi rapide que le déclin.
Selon lui, la théorie canonique à propos de la disparition de la civilisation maya — qui est aussi appliquée à beaucoup de cultures amérindiennes — a été énoncée par Sylvanus Morley de la façons suivante : 

« Les Mayas s'effondrèrent parce qu'ils avaient dépassé les capacités de leur environnement. Ils épuisèrent leurs ressources de base, commencèrent à mourir de faim et de soif, et désertèrent en masse leurs villes, les laissant comme un avertissement silencieux contre les dangers de l'arrogance anti-écologique. »

Mann discute ensuite de l'accumulation progressive et continue de preuves qui réfutent l'idée que les Amérindiens ne travaillaient pas à transformer leurs territoires. La plupart des Amérindiens transformaient leur environnement par le feu, employant la technique des brulis pour créer des terres agricoles ou bien des prairies pour développer le gibier.
Les Amérindiens domestiquèrent certes moins d'animaux que les Européens et cultivèrent les végétaux différemment, mais ils le firent de manière plus intensive.
L'auteur suggère que des préjugés racistes sur les peuples autochtones, ainsi que le manque de langue commune, ont souvent mené à une méconnaissance de ces dynamiques, ce qui historiquement s'est exprimé dans des conclusions telles que « la loi de la limitation environnementale de la culture » (Betty J. Meggers) : selon cette logique, quoi que les Amérindiens auraient pu avoir fait avant leurs brulis aurait dû fonctionner grâce aux vastes étendues de forêts saines présentes avant l'arrivée des Européens — autrement dit, « si on ne voyait rien, c'est qu'il y avait eu très peu d'Amérindiens ».
Mann explique que les Amérindiens furent une clé de voute de leur écosystème : une espèce qui « affecte la survie et l'abondance de nombreuses autres espèces ».
La thèse qu'il défend est que, lorsque les Européens arrivèrent en nombre pour supplanter les populations autochtones des Amériques, les peuples dominants avaient déjà été presque complètement éliminés, principalement par les maladies apportées par les premiers Européens et par leurs conséquences disruptives sur les sociétés et sur l'environnement. C'est cette perte de contrôle des Amérindiens sur leur environnement qui a mené à l'explosion de la population du bison américain ou du pigeon voyageur. Et c'est parce que les brulis avaient cessé que les forêts étaient redevenues aussi denses et aussi étendues. Le monde découvert par Christophe Colomb allait commencer à changer dès l'instant du premier contact, et Colomb fut aussi un des derniers à le voir dans son aspect originel.
Mann conclut qu'on doit regarder le passé pour écrire le futur. « Les Amérindiens ont organisé le continent comme ils le jugeaient bon, et les nations modernes devraient faire de même. Si leur but est de reconstituer autant que possible le paysage de 1491, il leur faudra créer les plus vastes jardins que la terre ait portés ».

## Accueil
En 2005, la revue littéraire du New York Times écrivait ceci :

« Mann navigue adroitement entre les controverses. Il aborde chacune dans la meilleure tradition scientifique, triant soigneusement les indices et les preuves, sans jamais sauter à des conclusions hâtives, donnant à chacun sa part d'écoute - les experts et les amateurs, les récits des Amérindiens et ceux des Conquistadors. Et il est rarement moins que captivant. »

## Éditions
- 1491: New Revelations of the Americas Before Columbus. Knopf, 2005  (ISBN 1-4000-3205-9).
- 1491: The Americas Before Columbus.  (ISBN 1-86207-876-9) Édition Européenne . Publiée en Europe par Granta Books le 6 novembre 2006.
- 1491: Nouvelles révélations sur les Amériques avant Colomb  Édition française. Publié en France by Albin Michel en 2007, réimprimé en 2020.   (ISBN 9782226175922) La réimpression de 2020 ne tient pas compte de la découverte du site préhistorique de Chiribiquete (âgé de 12000 ans, plus de 75000 peintures rupestres) dans la Serranía de La Lindosa dans l'Amazonie Colombienne, tout comme la première édition ne faisait pas mention de la civilisation Tayrona, de la famille linguistique Chibcha, dont la ville "Ciudad perdida Teyuna" ou Buritaca 2000. Cette cité de 2000 à 8000 personnes, construite en terrasses, a été fondée vers 800 après J.-C., soit 650 ans plus tôt que Machu Picchu.
- 1491: New Revelations of the Americas Before Columbus. Vintage, 2011  (ISBN 978-1-4000-3205-1)
- 1491: Una nueva historia de las Américas antes de Colón (Édition en espagnol). Seven Stories Press (en), 2013[4].

## Suite
En 2011, Mann publie une suite, 1493 : Comment la Découverte de l'Amérique a transformé le Monde dans laquelle Il explore le résultat de la colonisation européenne des Amériques, un sujet entamé par Alfred W. Crosby dans son ouvrage de 1972, L'Échange colombien, qui examinait les échanges de plantes, animaux, maladies, et technologies après le Contact européen avec les Amériques. Mann a ajouté une somme d'études effectuées dans les 40 ans passés depuis la parution de l'ouvrage de Crosby.